# Hjalmar Mäe

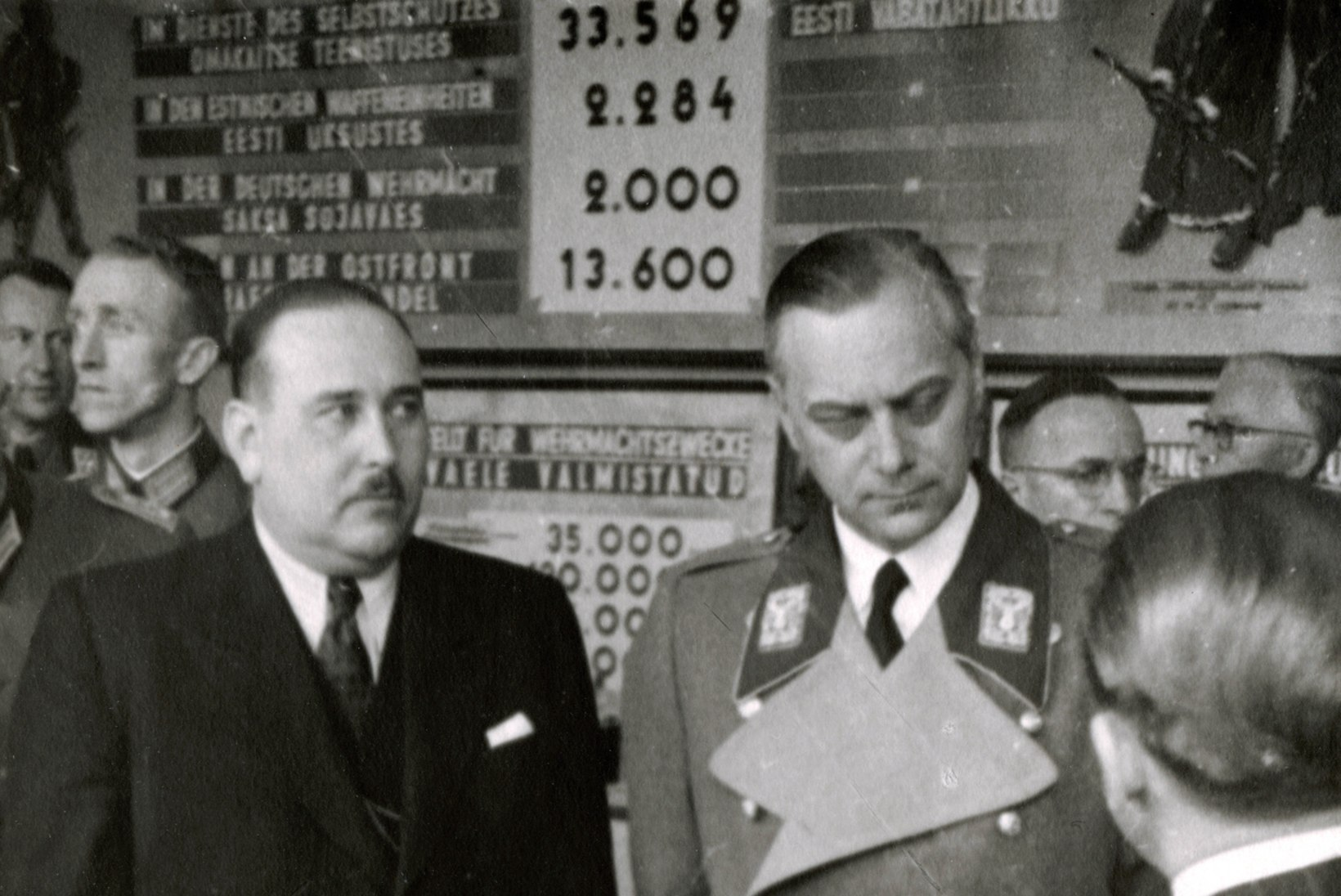
Hjalmar Mäe (links vorne) mit Alfred Rosenberg (1942)

Hjalmar Mäe (* 24. Oktober 1901 in Tuhala im Kreis Harju, Russisches Kaiserreich; † 10. April 1978 in Graz, Österreich) war ein estnischer Politiker. Während der deutschen Besatzungszeit im Zweiten Weltkrieg kollaborierte er als Leiter der estnischen Selbstverwaltung mit dem nationalsozialistischen Deutschen Reich.

## Leben
Hjalmar Mäe besuchte ein Gymnasium in Tallinn und studierte danach Philosophie, Naturwissenschaften und Jura in Berlin, Wien, Innsbruck und Graz, wo er 1927–30 in zwei Fakultäten (Physik und Jura) promoviert wurde.
Mäe war Mitglied im faschistischen Estnischen Bund der Freiheitskämpfer (VAPS). Im Juli 1940 flüchtete er vor der Besetzung Estlands durch die Sowjetunion nach Deutschland und erhielt die deutsche Staatsbürgerschaft. Im Mai 1941 reiste er von dort nach Helsinki weiter, wo er zu den Gründern des „Estnischen Befreiungskomitees“ (Eesti Vabastamise Komitee, EVK) gehörte. Im Juni 1941 kehrte Mäe nach Berlin zurück.
Noch am Tag des Überfalls der Wehrmacht auf die Sowjetunion richtete er einen Brief an Ribbentrop, in dem er um die Wiederaufnahme der diplomatischen Beziehungen zwischen Deutschland und Estland sowie um die Freilassung von kriegsgefangenen estnischen Soldaten der Roten Armee bat. Mäe wurde im Juli 1941 von Franz von Roques, OB-Rück der Heeresgruppe Nord als Leiter der estnischen Administration eingesetzt. Am 5. Dezember 1941 wurde Estland vom rückwärtigen Heeresgebiet an die Zivilverwaltung abgegeben und unterstand somit dem Reichskommissariat Ostland. Dort war Mäe von 1941 bis 1944 Generaldirektor für innere Angelegenheiten der „Estnischen Selbstverwaltung“ und somit gleichzeitig deren informeller Leiter. Er hatte damit eine ähnliche Rolle wie Oskars Dankers in Lettland und Petras Kubiliūnas in Litauen.
Mäe war nach dem Krieg bis 1947 interniert und sagte als Zeuge in den Nürnberger Prozessen aus. Danach ließ er sich in Österreich nieder, arbeitete als Publizist und hielt Vorträge. Unter anderem veröffentlichte er die Schrift Drei Reden gegen den Kommunismus bei der Bundeszentrale für Heimatdienst, der heutigen Bundeszentrale für politische Bildung. Später arbeitete er bis zu seiner Pensionierung als Staatsangestellter in der Steiermark. In den 1990er Jahren erklärte die von der estnischen Regierung eingesetzte Internationale Untersuchungskommission Mäe zu einem der estnischen Hauptverantwortlichen für Kriegsverbrechen und Verbrechen gegen die Menschlichkeit durch estnische Polizei- und SS-Einheiten.

## Veröffentlichungen (Auswahl)
- Hjalmar Mäe: Kuidas kõik teostus : minu mälestusi. Valis-Eesti & EMP, Stockholm 1993. ISBN 91-86116-68-1. (Biographie, Neuauflage bei Matrix Kirjastus, Tallinn 2005. ISBN 9949-13-038-7.)
- Hjalmar Mäe: Ich war Zeuge eines kommunistischen Umsturzes. NIZ-Verlag, Bern 1961. (Abdruck eines Vortrags, Datierung unsicher.)
- Hjalmar Mae, Stefan C. Stolte und Nikolai Galay: Probleme deutscher Ostpolitik. In: „Schriften des Arbeitskreises für Ostfragen“, Vol. 3, München 1958. ISSN 0570-5843
- Hjalmar Mäe: Drei Reden gegen den Kommunismus. Bundeszentrale für Heimatdienst, Bonn 1955. (Schriftenreihe der Bundeszentrale für Heimatdienst, Heft 16. Neuauflagen erschienen 1957 und 1958. ZDB-ID 978678-8)
- Hjalmar Mäe: Dritter Weltkrieg droht? Eine politische Analyse unserer Zeit. Karl Trummer, Graz 1955.
- Hjalmar Mäe: Ein Blick in die Taktik Sowjetrusslands. In: „Schweizer Monatshefte“, Vol. 35 (1955), Heft 2, S. 88–95. ISSN 0036-7400